# Mudry CAP 10

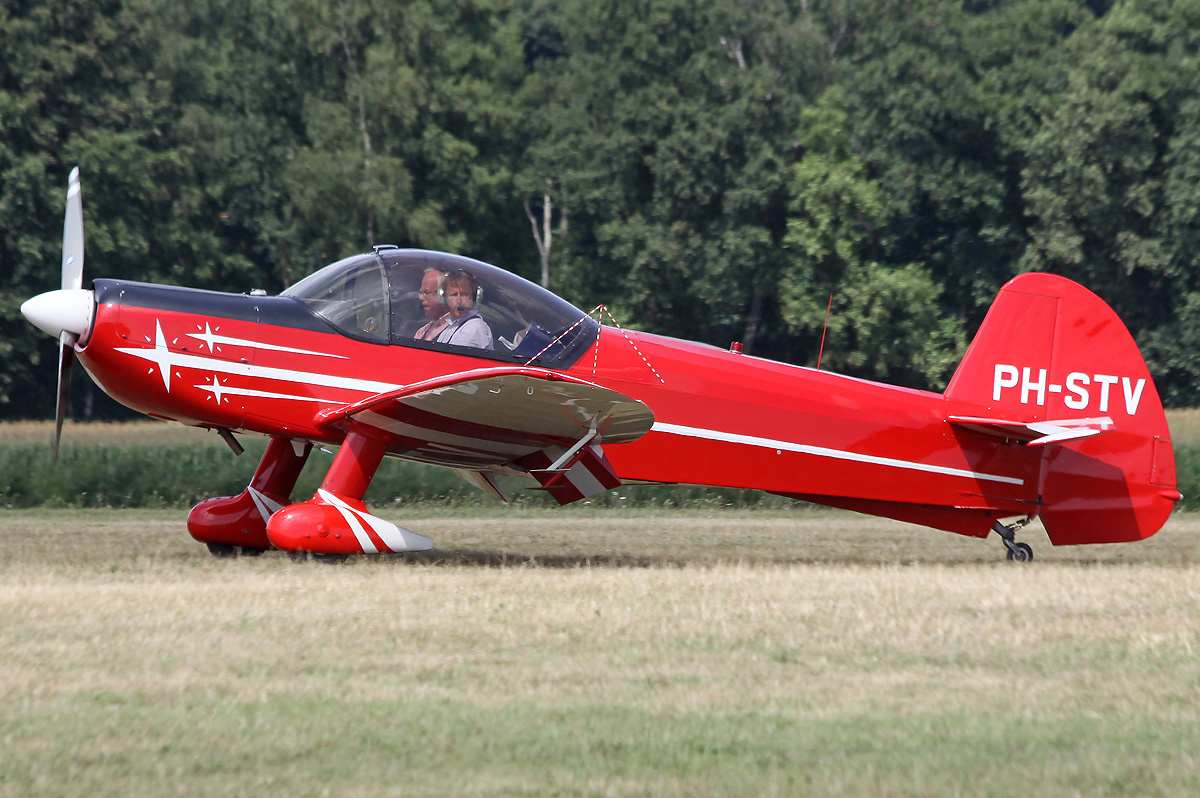
Mudry CAP-10B (PH-STV) en la Base Aérea de Schaffen, Bélgica.

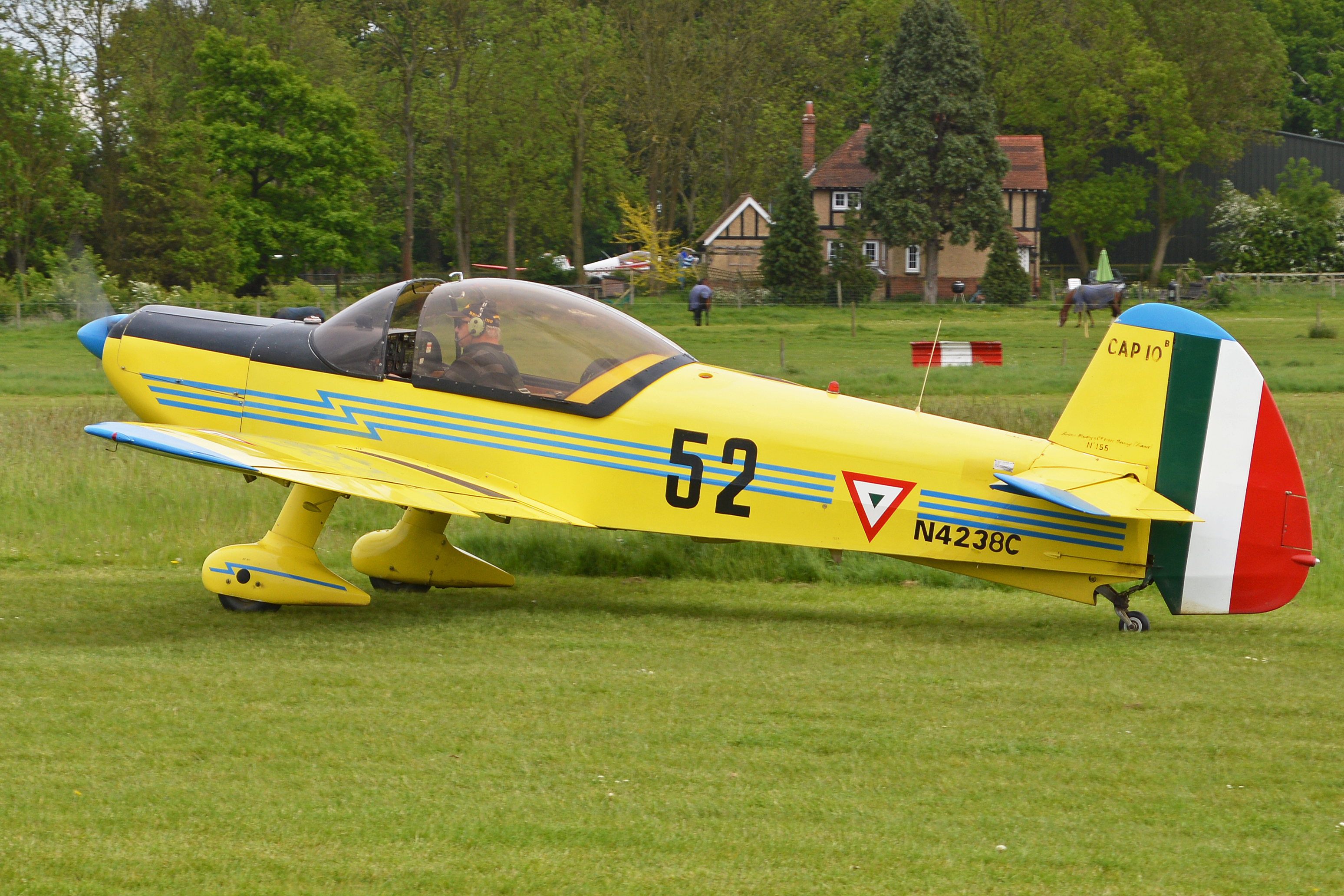
Mudry CAP-10B (N4238C) en el Aeródromo de Old Warden. Esta aeronave operó inicialmente con la Fuerza Aérea Mexicana con la matrícula EPC-52, actualmente es operada por un particular.

El Mudry CAP 10 es un avión acrobático de entrenamiento de dos asientos desarrollado a partir del Piel Super Emeraude y cuya designación inicial fue CP100, nombre que cambió a CAP 10 (CAP para "Construcciones Aéronautiques Parisiennes"). El CAP 10 fue fabricado inicialmente por Mudry (nombre de su diseñador) en Bernay, Francia que posteriormente fue comprado por CAP Industries para luego convertirse en Apex Aircraft. Tras la quiebra de Apex en 2008, los derechos para producir piezas de repuesto se otorgaron a Dyn'Aviation. Después de la bancarrota de DynAero en 2012, la fabricación de repuestos fue asumida por CEAPR en Darois. El avión fue producido desde 1970 hasta 2007.

## Diseño y desarrollo
El prototipo CP-100 fue volado por primera vez en 1968, posteriormente se comenzaron a producir las variantes CAP-10A y CAP-10B, que eran monoplanos de ala baja construidos en madera, además se produjo el CAP-10C que tenía los soportes de las alas construidos en fibra de carbono. Las aeronaves montaban motores acrobáticos de pistón Lycoming AEIO-360-B2F de 180 HP que les permitían realizar vuelos invertidos.
Se construyeron más de 300 aeronaves entre 1970 y 2007, siendo esta aeronave uno de los entrenadores acrobáticos más exitosos del mundo. A finales de la década de los 2000’s se encontraban operativos más de 200 aeronaves y muchos campeones aerobáticos hicieron horas de vuelo en esta aeronave.
A finales de los 70 se desarrolló un avión acrobático de un solo asiento basado en el CAP-10, dicha aeronave fue denominada CAP-20.

## Variantes
C.A.A.R.P. C.P.100
Prototipo desarrollado a partir del avión Piel Emeraude
CAP 10
Aeronave de producción inicial
CAP 10B
Versión con aleta ventral y timón alargado
CAP 10C
Versión del CAP-10B con estructura mejorada y larguero de fibra de carbono.
CAP 10R
(R de Remorqueur ) Prototipo de una versión remolcadora de planeadores.
CAP 10B/K
CAP 10B modificado a través de una modificación del larguero del ala principal aprobado bajo el "DISEÑO DE REPARACIÓN MAYOR 10045153" por la EASA. Esta modificación fue desarrollada por la compañía francesa Air-Menuiserie en 2013 y permite que el CAP 10B/K resista giros de + 6.5G -4.5G.

## Usuarios

### Militares
Australia
 Corea del Sur
 Francia
- Marina Nacional francesa[2]
- Ejército del Aire francés[2]

 Marruecos
- Usado por la escuadrilla acrobática Equipe Voltige de la Real Fuerza Aérea de Marruecos[3]

 México
- Fuerza Aérea Mexicana[2]

### Civiles
Más de 200 aeronaves CAP 10 fueron entregadas a diversos aeroclubes y particulares alrededor del mundo.

## Especificaciones
Referencia datos: Obtenido de

### Características generales
- Tripulación: 2
- Longitud: 7,2 m (23,5 ft)
- Envergadura: 8,1 m (26,4 ft)
- Altura: 2,6 m (8,4 ft)
- Perfil alar: NACA 23012
- Peso vacío: 540 kg (1190,2 lb)
- Peso máximo al despegue: 760 kg (1675 lb)

### Rendimiento
- Velocidad nunca excedida (Vne): 340 km/h (211 MPH; 184 kt)
- Velocidad crucero (Vc): 250 km/h (155 MPH; 135 kt)
- Velocidad de entrada en pérdida (Vs): 100 km/h (62 MPH; 54 kt)
- Alcance: 1,200
- Radio de acción: km
- Alcance en combate: km
- Alcance en ferry: km
- Techo de vuelo: 5,000
- Régimen de ascenso: 6 m/s (1181 ft/min)